# Dekomunizacja

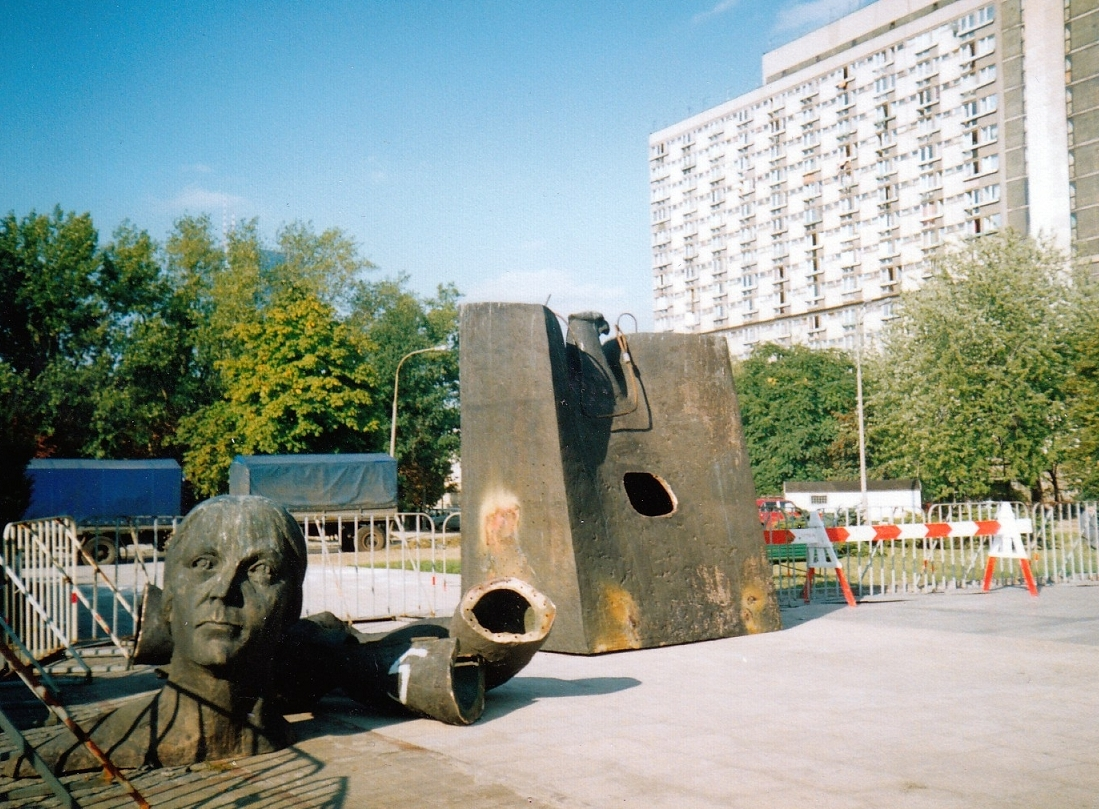
Rozbiórka w 1991 roku Pomnika Poległym w Służbie i Obronie Polski Ludowej

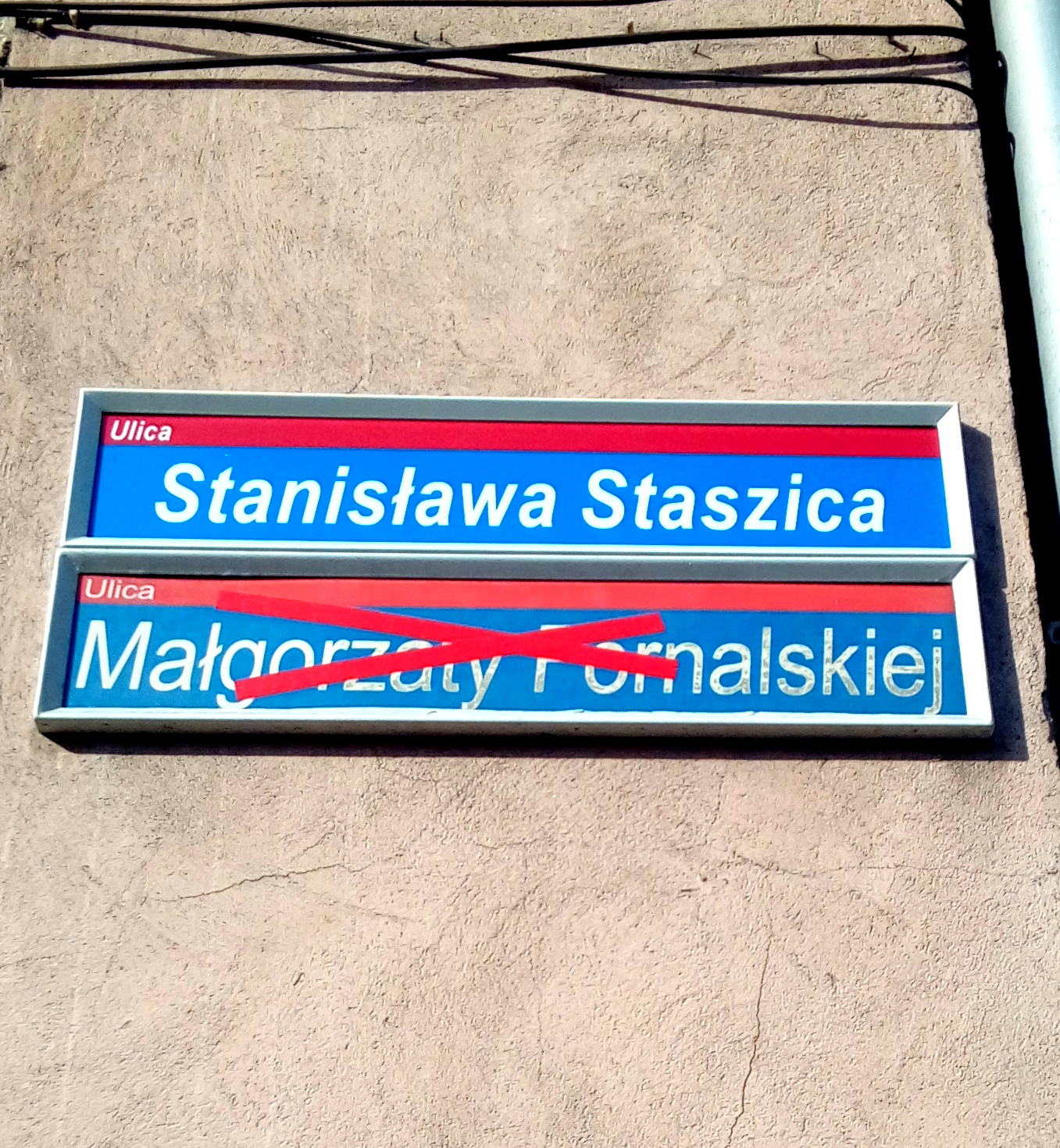
Przykład dekomunizacji w Kamiennej Górze: zmiana nazwy ulicy

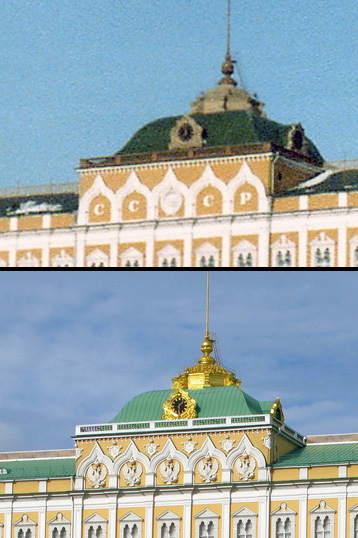
Przykład dekomunizacji w Rosji: wygląd fasady wielkiego pałacu kremlowskiego został przywrócony do pierwotnej formy w 1991 roku, po rozpadzie ZSRR; godło ZSRR oraz litery tworzące skrót nazwy kraju (CCCP) zostały usunięte i zastąpione przez herb Federacji Rosyjskiej

Dekomunizacja – postulat zgłaszany przez antykomunistyczne ugrupowania polityczne i stowarzyszenia obywatelskie zmiany systemowej w państwach postkomunistycznych. Obecnie proces dekomunizacji dotyczy głównie państw dawnego bloku wschodniego (Niemcy, Polska, Litwa, Estonia, Czechy, Słowacja, Węgry, Ukraina, Rosja).

## Zmiany systemowe
Jednym z elementów dekomunizacji było systemowe zerwanie z komunistyczną przeszłością poprzez rozliczenie polityczne, historyczne i prawne komunistów, oraz ustawowy zakaz sprawowania funkcji publicznych (posłów, sędziów, urzędników instytucji publicznych, menedżerów wyższego szczebla spółek skarbu państwa, niekiedy dziennikarzy), przez pracowników i współpracowników (w tym tajnych), służb bezpieczeństwa zwalczających demokratyczną opozycję i wspólnoty religijne.

## Dekomunizacja w Polsce

### Poparcie dla dekomunizacji
Przekonanie ludzi, że zła sytuacja w kraju jest konsekwencją rządów partii komunistycznej, w latach 1989–1993 słabło z roku na rok. Proces ten obejmował również – jak wykazały kolejne badania Fundacji im. Friedricha Eberta realizowane w latach 1991–1993 – pracowników przedsiębiorstw przemysłowych. Prowadziło to nieuchronnie do spadku poparcia załóg dla haseł dekomunizacji, w tym postulatu postawienia przed sądem przywódców PZPR. Wiosną 1993 roku za takim posunięciem opowiadała się wyraźna mniejszość (34%) ankietowanych pracowników. Przeciwników było więcej – 47%. W obserwowanej grupie działaczy związkowych zwolennicy osądzenia szefów partii komunistycznej lekko przeważali (47% badanych było „za”, zaś 42% „przeciw”). Ten zrównoważony wynik był wypadkową wielkich zróżnicowań. Nie zależały one – podobnie jak odmienności w ocenach czterolecia – od cech społecznych i demograficznych badanych (wyjątek to nieco większy antykomunizm osób młodszych i gorzej wykształconych). Liczyły się przynależność związkowa i byłe członkostwo w partii komunistycznej. Za sądzeniem członków władz PZPR opowiadało się jedynie 9% byłych członków tego stronnictwa oraz 57% bezpartyjnych, prawie wszyscy (86%) działacze „Solidarności” i prawie nikt z OPZZ. Działacze „Solidarności '80” brali tym razem stronę swych byłych kolegów związkowych.

### Dekomunizacja nazw ulic i placów
Innym elementem jest ustawowa regulacja dotycząca likwidacji nazw i symboli komunistycznych z przestrzeni publicznej, tzw. dekomunizacja ulic i placów. Dekomunizacja nazw ulic w Polsce przebiegała dwuetapowo. W pierwszych latach po obaleniu komunizmu nowe władze samorządowe spontanicznie pod wpływem opinii publicznej przywracały przedwojenne nazwy ulic. Niezdekomunizowane w tamtych czasach nazwy ulic, patroni instytucji publicznych itp. zostały objęte „Ustawą Sejmu z dnia 1 kwietnia 2016 r. o zakazie propagowania komunizmu lub innego ustroju totalitarnego przez nazwy budowli, obiektów i urządzeń użyteczności publicznej” Po wejściu w życie ustawy samorządy miały rok na wprowadzenie zmian. Najczęściej ogłaszały wtedy konsultacje społeczne w celu wybrania nowej powszechnie akceptowanej nazwy lub patrona. Tryb zmiany nazw ulic zapisany w ustawie nie wymuszał zmiany dokumentów do czasu ich wygaśnięcia.